# Clinopodium paradoxum
Clinopodium paradoxum là một loài thực vật có hoa trong họ Hoa môi. Loài này được (Vatke) Ryding mô tả khoa học đầu tiên năm 2006.